# تونيا بولدن
تونيا بولدن (بالإنجليزية: Tonya Bolden)‏ هي كاتِبة وكاتبة للأطفال أمريكية، ولدت في 1 مارس 1959 في نيويورك في الولايات المتحدة.